# Yugoslavia en el Festival de la Canción de Eurovisión
Yugoslavia participó en el Festival de la Canción de Eurovisión 27 veces: cada año entre 1961 y 1992, excepto entre 1977 y 1980, así como en 1985. Ganó una sola vez, en 1989, poco antes de que comenzase su desintegración. 
En un total de 11 ocasiones, quedó Yugoslavia dentro del TOP-10 en la gran final.
A partir de 1993 comenzaron a concursar algunos de los recién independizados estados, como Eslovenia, Croacia y Bosnia y Herzegovina, y Yugoslavia declinó participar. Regresaría, ya como Serbia y Montenegro, en 2004.

## Participaciones
Las 27 participaciones de la extinta Yugoslavia entre 1961 y 1992, tuvieron como representantes a cantantes de cinco de las seis repúblicas. Nunca un macedonio representó a la confederación. De las otras cinco, Croacia envió a un total de 11 representantes, entre ellos la canción ganadora del festival de 1989 (1963, 1965, 1968, 1969, 1971, 1972, 1986, 1987, 1988, 1989 y 1990). Serbia envió seis canciones, aunque la última de ellas fue enviada cuando el país ya estaba desintegrándose (1961, 1962, 1974, 1982, 1991 y 1992). Eslovenia (1966, 1967, 1970 y 1975) y Bosnia y Herzegovina (1964, 1973, 1976 y 1981) enviaron un total de cuatro representantes, siendo Montenegro el país que menos canciones envió: un total de 2 (1983 y 1984).
Leyenda
     Ganador
     Segundo puesto
     Tercer puesto
     Cuarto o quinto puesto (Top 5)
     Último puesto
| Año                            | Sede       | Artista                         | Canción                   | Final    | Pts.     | Semifinal           | Pts.                |
| ------------------------------ | ---------- | ------------------------------- | ------------------------- | -------- | -------- | ------------------- | ------------------- |
| 1961                           | Cannes     | Ljiljana Petrović†              | «Neke davne zvezde»       | 8        | 9        | No hubo semifinales | No hubo semifinales |
| 1962                           | Luxemburgo | Lola Novaković†                 | «Ne pali svetla u sumrak» | 4        | 10       | No hubo semifinales | No hubo semifinales |
| 1963                           | Londres    | Vice Vukov†                     | «Brodovi»                 | 11       | 3        | No hubo semifinales | No hubo semifinales |
| 1964                           | Copenhague | Sabahudin Kurt†                 | «Život je sklopio krug»   | 13       | 0        | No hubo semifinales | No hubo semifinales |
| 1965                           | Nápoles    | Vice Vukov†                     | «Čežnja»                  | 12       | 2        | No hubo semifinales | No hubo semifinales |
| 1966                           | Luxemburgo | Berta Ambrož†                   | «Brez besed»              | 7        | 9        | No hubo semifinales | No hubo semifinales |
| 1967                           | Viena      | Lado Leskovar                   | «Vse rože sveta»          | 8        | 7        | No hubo semifinales | No hubo semifinales |
| 1968                           | Londres    | Dubrovački Trubaduri            | «Jedan dan»               | 7        | 8        | No hubo semifinales | No hubo semifinales |
| 1969                           | Madrid     | Ivan & M's                      | «Pozdrav svijetu»         | 13       | 5        | No hubo semifinales | No hubo semifinales |
| 1970                           | Ámsterdam  | Eva Sršen                       | «Pridi, dala ti bom cvet» | 11       | 4        | No hubo semifinales | No hubo semifinales |
| 1971                           | Dublín     | Kruno Slabinac                  | «Tvoj dječak je tužan»    | 14       | 68       | No hubo semifinales | No hubo semifinales |
| 1972                           | Edimburgo  | Tereza                          | «Muzika i ti»             | 9        | 87       | No hubo semifinales | No hubo semifinales |
| 1973                           | Luxemburgo | Zdravko Čolić                   | «Gori vatra»              | 15       | 65       | No hubo semifinales | No hubo semifinales |
| 1974                           | Brighton   | Korni Grupa                     | «Moja generacija»         | 12       | 6        | No hubo semifinales | No hubo semifinales |
| 1975                           | Estocolmo  | Pepel In Kri                    | «Dan ljubezni»            | 13       | 22       | No hubo semifinales | No hubo semifinales |
| 1976                           | La Haya    | Ambasadori                      | «Ne mogu skriti svoj bol» | 17       | 10       | No hubo semifinales | No hubo semifinales |
| No participó entre 1977 y 1980 |            |                                 |                           |          |          |                     |                     |
| 1981                           | Dublín     | Seid Memić-Vajta                | «Lejla»                   | 15       | 35       | No hubo semifinales | No hubo semifinales |
| 1982                           | Harrogate  | Aska                            | «Halo, halo»              | 14       | 21       | No hubo semifinales | No hubo semifinales |
| 1983                           | Múnich     | Danijel                         | «Džuli»                   | 4        | 125      | No hubo semifinales | No hubo semifinales |
| 1984                           | Luxemburgo | Izolda & Vlado                  | «Ciao amore»              | 18       | 26       | No hubo semifinales | No hubo semifinales |
| 1985                           | Gotemburgo | Zorica Kondža feat. Josip Genda | «Pokora»                  | Retirado | Retirado | Retirado            | Retirado            |
| 1986                           | Bergen     | Doris Dragović                  | «Željo moja»              | 11       | 49       | No hubo semifinales | No hubo semifinales |
| 1987                           | Bruselas   | Novi Fosili                     | «Ja sam za ples»          | 4        | 92       | No hubo semifinales | No hubo semifinales |
| 1988                           | Dublín     | Srebrna Krila                   | «Mangup»                  | 6        | 87       | No hubo semifinales | No hubo semifinales |
| 1989                           | Lausana    | Riva                            | «Rock Me»                 | 1        | 137      | No hubo semifinales | No hubo semifinales |
| 1990                           | Zagreb     | Tajči                           | «Hajde da ludujemo»       | 7        | 81       | No hubo semifinales | No hubo semifinales |
| 1991                           | Roma       | Baby Doll                       | «Brazil»                  | 21       | 1        | No hubo semifinales | No hubo semifinales |
| 1992                           | Malmö      | Extra Nena                      | «Ljubim te pesmama»       | 10       | 44       | No hubo semifinales | No hubo semifinales |

## Votación de Yugoslavia
Entre 1961 y 1992, la votación de Yugoslavia fue:
| Más puntos otorgados | Más puntos otorgados | Más puntos otorgados |
| Pos.                 | País                 | Puntos               |
| -------------------- | -------------------- | -------------------- |
| 1                    | Reino Unido          | 95                   |
| 2                    | Italia               | 94                   |
| 3                    | Francia              | 93                   |
| 4                    | Suiza                | 81                   |
| 5                    | Suecia               | 70                   |

| Más puntos recibidos | Más puntos recibidos | Más puntos recibidos |
| Pos.                 | País                 | Puntos               |
| -------------------- | -------------------- | -------------------- |
| 1                    | Turquía              | 80                   |
| 2                    | Reino Unido          | 69                   |
| 3                    | Israel               | 68                   |
| 4                    | Bélgica              | 63                   |
| 5                    | Chipre               | 59                   |

## 12 puntos
- Yugoslavia dio 12 puntos a:

| Año                            | País                           | Año  | País    |
| ------------------------------ | ------------------------------ | ---- | ------- |
| 1975                           | Reino Unido                    | 1986 | Turquía |
| 1976                           | Francia                        | 1987 | Italia  |
| No participó entre 1977 y 1980 | No participó entre 1977 y 1980 | 1988 | Francia |
| 1981                           | Suiza                          | 1989 | Suecia  |
| 1982                           | Alemania                       | 1990 | Francia |
| 1983                           | Luxemburgo                     | 1991 | Israel  |
| 1984                           | Chipre                         | 1992 | Israel  |
| No participó en 1985           |                                |      |         |